# L'Ascension (film, 1977)
Pour les articles homonymes, voir Ascension.
Pour plus de détails, voir Fiche technique et Distribution.
L'Ascension (en russe : Восхождение, Voskhojdeniye) est un film soviétique réalisé par Larissa Chepitko, sorti en 1977. Le film a reçu l'Ours d'or à la Berlinale 1977.
L'action du film se déroule en Biélorussie au cours de la Seconde Guerre mondiale. Deux partisans soviétiques sont faits prisonniers par les Allemands. Ils apprennent qu'ils doivent être pendus. L'un d'eux, Rybak, craque et accepte de collaborer ; l'autre, Sotnikov, affronte calmement la mort.

## Synopsis
L'action du film se déroule pendant la Grande Guerre patriotique dans la Biélorussie occupée par les envahisseurs nazis. En hiver 1942, deux partisans — un cadre militaire, Rybak, et un ancien professeur de mathématiques, Sotnikov — quittent la forêt pour se rendre au village à la recherche de nourriture pour leur détachement, qui comprend des femmes et des enfants. Rybak et Sotnikov se rendent dans la maison du chef du village, qui est contraint de travailler activement pour les Allemands. Sotnikov veut le tuer pour trahison, mais Rybak se contente de prendre un mouton au vieil homme.
Sur le chemin du retour, les partisans rencontrent des nazis et des policiers. Au cours d'un échange de coups de feu avec la police, Sotnikov blesse un Allemand qui meurt plus tard, mais il est lui-même blessé et tente de se suicider pour ne pas être livré vivant à l'ennemi. Le pêcheur parvient à le sauver au dernier moment. Il transporte Sotnikov blessé hors de la forêt et le cache dans un village capturé par les nazis. La police les trouve dans la maison de Demtchikha, une mère de trois enfants, et les emmène avec elle au bureau du commandant. En chemin, Rybak pense à s'échapper, mais l'idée d'être abattu au milieu d'épaisses congères l'arrête.
Portnov, l'enquêteur de la police, ancien directeur du club et chef de la chorale des enfants, interroge Sotnikov en privé, mais celui-ci refuse même de donner son vrai nom, malgré la torture au fer rouge. Portnov promet même d'exécuter Sotnikov et de tout documenter comme si Sotnikov avait accepté de devenir un collaborateur, mais le partisan refuse toujours de coopérer. Rybak, effrayé, raconte tout ce qu'il sait, de la localisation de l'unité de partisans à sa mission et à celle de Sotnikov. Portnov, satisfait de l'interrogatoire, promet d'emmener Rybak à la police si tout ce qu'il dit est vrai.
Les prisonniers passent la nuit dans la cave, où se trouvent Demtchikha, la jeune fille juive Bassia Meyer, qui n'a pas dit à l'enquêteur de police qui la cachait, et le chef, accusé d'avoir aidé les partisans. Sotnikov est à moitié endormi et s'est déjà résigné à l'idée de la mort, mais Rybak ne perd pas l'espoir de se sauver, croyant qu'il est possible d'accepter tout ce que les Allemands ordonnent, puis de s'enfuir, de retourner dans la forêt et de continuer à combattre les nazis.
Au matin, les prisonniers sont sortis de la cave par le policier Gamaniouk, un ancien criminel que le mari de Demtchikha a déjà défendu au tribunal. Sotnikov tente de sauver ses compagnons de cellule en racontant sa biographie à Portnov, mais l'enquêteur ne l'écoute même pas. Le pêcheur, à genoux et terrorisé, demande grâce et accepte de rejoindre la police locale. Demtchikha se précipite pour dire aux fascistes chez qui Bassia se cachait (la jeune fille a donné le nom de cet homme pendant la nuit), mais le chef l'en empêche.
Accompagnés par des mitrailleurs nazis, les prisonniers sont emmenés sur une colline où se trouve une potence pour cinq personnes. Demtchikha, en larmes, demande grâce, mais le chef Sytch lui demande de reprendre ses esprits, et la femme se calme. Les prisonniers les embrassent tous les quatre, mais la police les entraîne vers la potence. Jusqu'au dernier moment, Sotnikov regarde autour de lui et aperçoit par hasard dans la foule un adolescent vêtu d'une boudionovka sans étoile rouge, qui retient difficilement ses larmes. Sotnikov lui sourit et, à ce moment-là, Rybak retire de sous lui le tronc sur lequel il se tenait.
Après l'exécution, tout le monde retourne au village. Rybak, qui ne s'est même pas rendu compte qu'il avait pendu Sotnikov, pense à s'échapper, mais l'idée d'être fusillé l'arrête à nouveau. Après avoir croisé le regard haineux des villageois et entendu les insultes qui lui sont adressées, Rybak comprend qu'il est devenu un meurtrier et qu'il n'y a pas d'échappatoire. Désespéré, Rybak tente à deux reprises de se pendre dans les toilettes, mais il échoue : d'abord la ceinture se brise, puis le nœud coulant est trop petit pour qu'il puisse y passer la tête. Gamaniouk le presse de sortir par la porte, alors que Rybak attend son nouveau patron. Rybak sort des toilettes et hurle amèrement en se rendant compte du crime qu'il a commis.

## Fiche technique
- Titre : L'Ascension
- Titre original : Восхождение, Voskhojdeniye
- Réalisation : Larissa Chepitko
- Scénario : Youri Klepikov (en) et Larissa Chepitko d'après un roman de Vassil Bykaw : Sotnikov
- Production : Willie Geller
- Musique : Alfred Schnittke
- Photographie : Vladimir Tchoukhnov et Pavel Lebechev (en)
- Décors : Youri Rakcha
- Pays d'origine :  Union soviétique
- Langue originale : russe
- Format : Noir et blanc - 1,37:1 - Mono
- Genre : Drame, guerre
- Durée : 111 minutes
- Date de sortie : 
  - Union soviétique : 2 avril 1977
  - France : novembre 1977 (Festival du Film de Paris) ; 19 mars 1980 (sortie nationale)

## Distribution
- Boris Plotnikov : Sotnikov
- Vladimir Gostioukhine : Rybak
- Sergueï Yakovlev : le maire du village
- Anatoli Solonitsyne : Portnov, l'agent de la Gestapo
- Lioudmila Poliakova : Demtchikha, la mère des trois enfants
- Viktoria Goldentoul : Bassia
- Maria Vinogradova : femme d’un ancien du village

## Distinctions
- Ours d'or à la Berlinale 1977.

## Commentaire
- Drame psychologique, et, tout autant, extraordinaire réflexion sur l'âme humaine, L'Ascension « s'inscrit dans le cadre d'une situation de guerre traitée avec un réalisme impitoyable et un significatif dépassement de l'héroïsme »[1] et du patriotisme de commande. L'Ascension paraît être un film « déroutant » en forme de « parabole chrétienne sur la rédemption vécue par deux partisans soviétiques. »[2].
- « Le noir et blanc dans les paysages enneigés d'Ukraine et l'humidité suintante des caves de prison »[3] illustrent un dramatisme et un questionnement métaphysique, proches d'un Dostoïevski[4]. Ce que confirme Larissa Chepitko, elle-même, dans un entretien : « Ce qu'il faut rappeler c'est qu'en chacun de nous règnent l'un et l'autre personnage : toute notre vie est le mélange de ces deux essences, le Bien et le Mal, et nous voilà revenus à Dostoïevski. »[5]. La présence au générique d'Anatoli Solonitsine, autrefois moine et peintre d'icônes - l'Andreï Roublev de Tarkovski - devenu, ici, Portnov, agent russe au service de la Gestapo, en est un symbole remarquable. Ici, aussi, nul personnage « ne joue les héros ». Certains, pourtant, « s'élèvent au-dessus d'eux-mêmes : c'est leur ascension ». Mais ce film est celui surtout de la Passion où les victimes donnent leur vie pour sauver leurs frères, (...) pour consommer leur sacrifice sur une butte, véritable Golgotha où sont dressés les potences devant le village assemblé. Le rappel religieux est frappant. (...) Disons plutôt : rappel d'une culture chrétienne. (...) Sotnikov, le personnage principal, dit simplement : « J'ai un père, une mère, une patrie. » Cela suffit, et c'est tellement plus fort, écrit Ginette Gervais-Delmas[6].